# Synagogue Hemdat Israel
La synagogue Hemdat Israël (signifiant compassion d'Israël) est une synagogue construite en 1899. Elle est située dans le quartier de Kadıköy, sur la rive Asiatique d'Istanbul, en Turquie. Les visites et la participation aux prières sont possibles après contact avec la communauté juive locale.
En 2017, elle figurait sur la liste des « plus belles synagogues du monde » par le magazine Condé Nast Traveler.
Sur la porte d'entrée principale de la synagogue se trouve l'article suivant :
Ki Beti Bet Tefila, Yikare Lehol Aamim / Pithu Li Şaare Tsedek / Avo Vam Ode Ya / Nigmor Abayit Be Sof Hodeş Rahamim. 5659
Traduction : Ma maison est une maison de prière, ouverte à toutes les nations/ Ouvre-moi la porte de la vérité/ Laisse-moi y aller et remercie Dieu/ La maison a été achevée à la fin du mois d'Eloul.

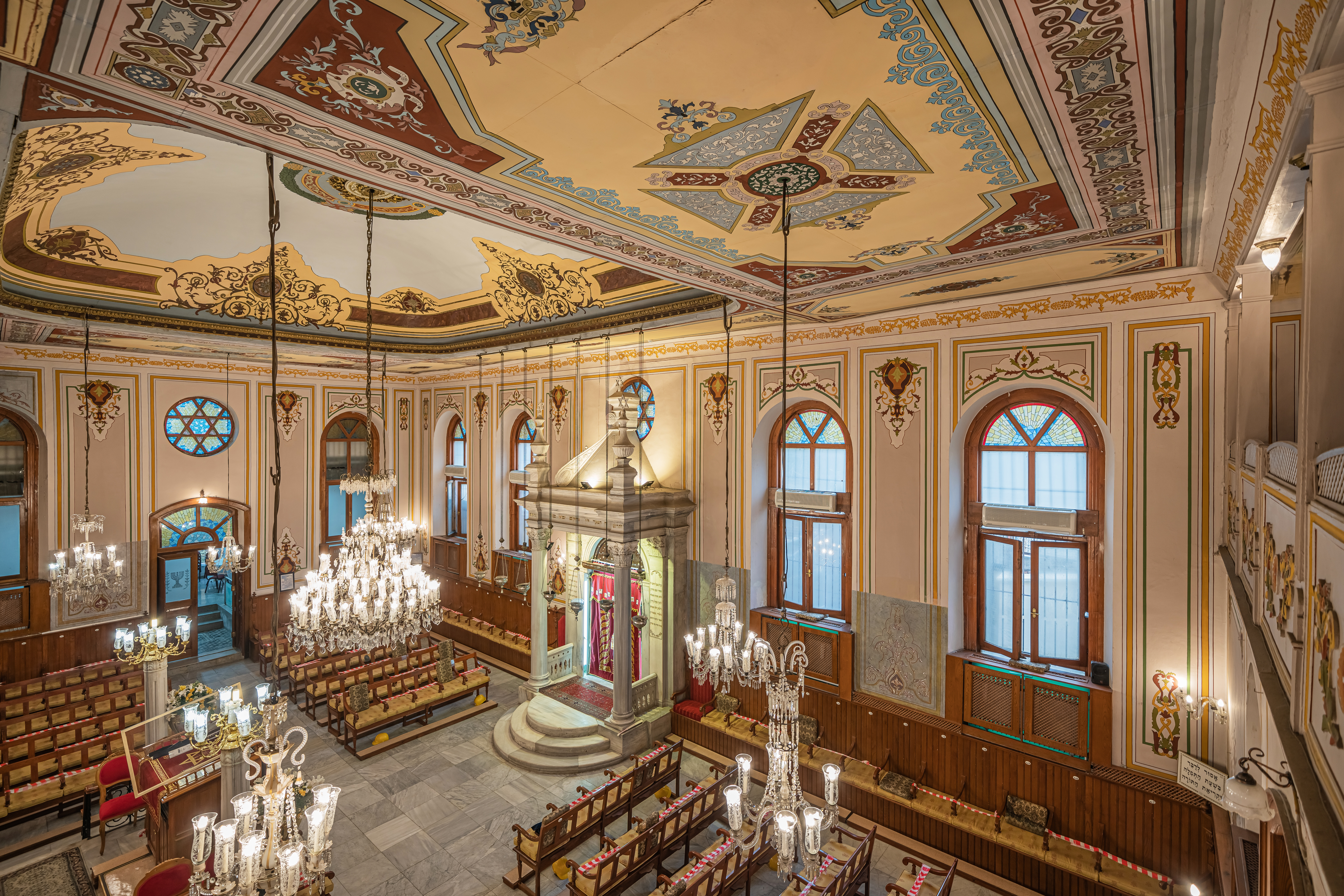
L'intérieur.

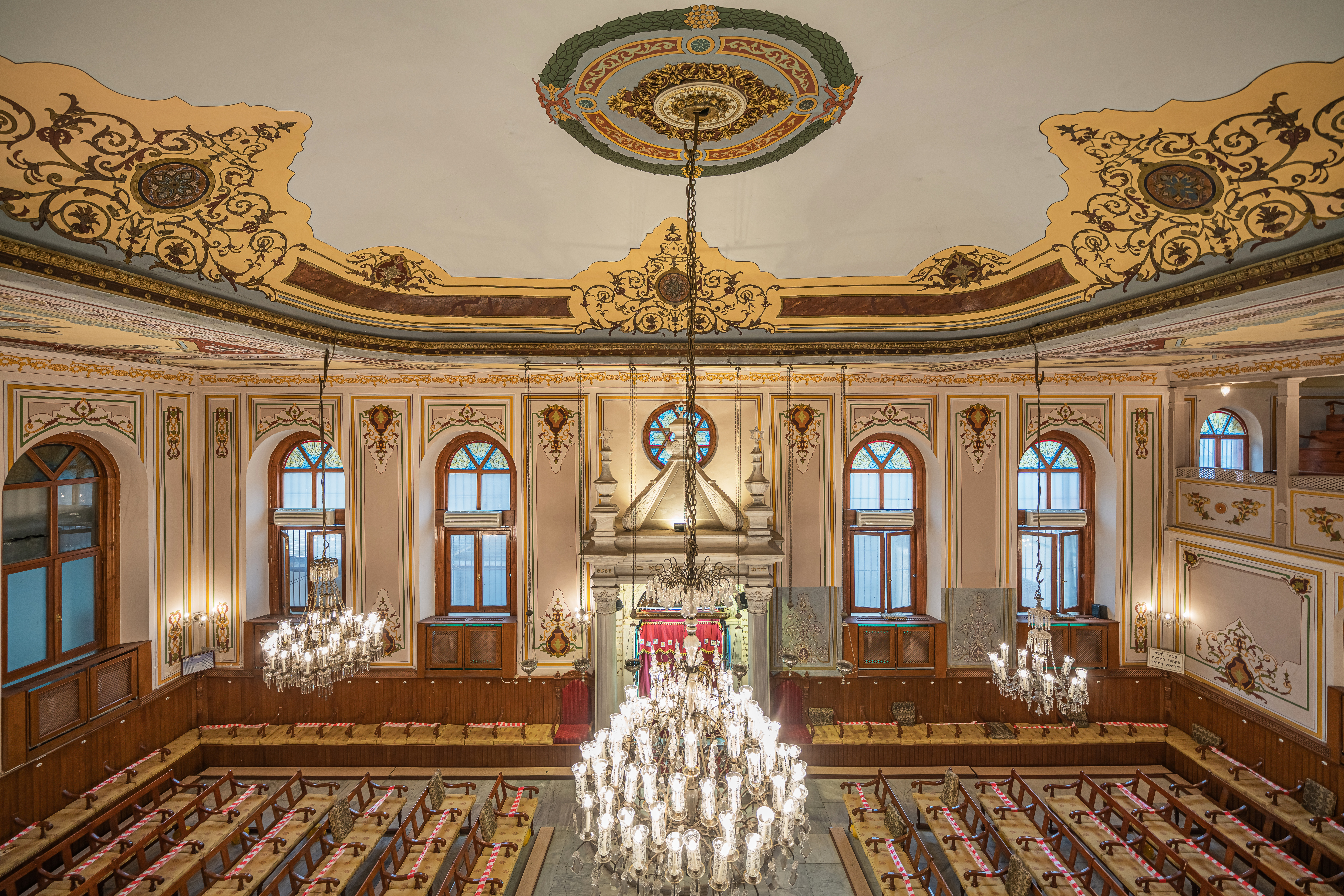
L'intérieur de la synagogue vu depuis la galerie.